# Bernd Casier
Bernd Casier, né le 6 septembre 1979, est un pilote de rallye belge.
Il a fait partie des pilotes officiels Peugeot.
Il a remporté le Rallye du Condroz-Huy en 2012,.
En 2020, il court sur une Ford Fiesta R5 MkII.